# 김익현 (1922년)
김익현(金益鉉, 1922년 11월 24일~2009년 11월 15일)은 독립운동가 출신 조선민주주의인민공화국의 정치인, 군인이다. 광복 이후에 조선로동당 중앙위원회 위원, 조선로동당 중앙군사위원회 위원, 인민무력부 부부장 등을 지냈다.